# 联合乡 (紫阳县)
联合乡是中国陕西省安康市紫阳县下辖的一个乡。

## 行政区划
联合乡下辖以下行政区：
腰庄村、观音村、墙院村、鱼泉村、岔河村、干沙村